# Cajidiocan
Cajidiocan ist eine philippinische Stadtgemeinde in der Provinz Romblon, in der Verwaltungsregion IV-B, Mimaropa. Sie hat 21.861 Einwohner (Zensus 1. August 2015). Sie wird als Gemeinde der vierten Einkommensklasse auf den Philippinen und als teilweise urbanisiert eingestuft.
Die Topographie der Gemeinde ist gekennzeichnet durch das Gebirge auf der Insel Sibuyan, dessen höchster Gipfel der 2.058 Meter hohe Guiting-guiting ist. Kleinere Teile des Mount Guiting-guiting Natural Park liegen auf dem Gebiet der Gemeinde. Ihre Nachbargemeinden sind San Fernando im Süden und Magdiwang im Westen, die lange schmale Küstenebene grenzt an die Sibuyan-See. 
In der Gemeinde ist die School of Agriculture and Environmental Sciences und die School of Industrial Technology der Romblon State University angesiedelt.

## Baranggays
Die Gemeinde setzte sich 2011 aus 14 Barangays zusammen:
| - Alibagon - Cambajao - Cambalo - Cambijang - Cantagda - Danao - Gutivan | - Lico - Lumbang Este - Lumbang Weste - Marigondon - Poblacion - Sugod - Taguilos |